# فاراوی هو
فاراوی هو (به لاتین: Faraway How) یک نوناتاک در گرینلند است که در پارک ملی شمال شرق گرینلند واقع شده‌است. فاراوی هو ۱٬۳۹۸ متر بالاتر از سطح دریا واقع شده‌است.